# Capacitanza (fisiologia)
In fisiologia capacitanza ({\displaystyle C}), o compliance, è la grandezza che esprime la capacità che hanno i vasi sanguigni di dilatarsi elasticamente sotto l'effetto di una pressione sanguigna crescente, per poi restringersi restituendo il volume di sangue accumulato sotto l'effetto di una pressione sanguigna decrescente.
La capacitanza è l'equivalente fluidodinamico della capacità elettrica.

## Definizione e calcolo
La capacitanza {\displaystyle C} di un vaso sanguigno è direttamente proporzionale all'elasticità delle sue pareti e costituisce una misura dei rapporti tra le variazioni di pressione e le variazioni di volume. Viene definita come segue:
{\displaystyle C={\frac {\Delta V}{\Delta P}}}
Dove:
- {\displaystyle \Delta V} è la variazione di volume;
- {\displaystyle \Delta P} è la variazione di pressione, ovvero la differenza tra la pressione intravasale e la pressione esterna al vaso.

La capacitanza può anche essere definita come il prodotto della distensibilità di un vaso per il volume.

## Fisiologia
Il fenomeno della complianza è presente e verificabile per tutti i tubi idraulici in gomma o comunque di materiale elastico: è infatti di esperienza comune il fenomeno per il quale tappando con un dito per qualche istante il tubo per innaffiare mentre il rubinetto è aperto, questo si gonfierà di acqua, che poi rilascerà, spesso violentemente, non appena sarà stappato. L'abilità di una parete del vaso sanguigno di espandersi e contrarsi passivamente in funzione dei cambi di pressione, cioè la complianza, è una caratteristica fisiologica fondamentale delle grandi vene e arterie. 
Per basse pressioni la compliance di una vena è 24 volte maggiore di quella di una arteria equivalente in termini di diametro e portata essendo la distensibilità 8 volte maggiore. In virtù di ciò le vene possono sostenere più ampie variazioni del volume ematico con piccole variazioni di pressione. Tuttavia, a pressioni e volumi molto maggiori, la compliance venosa diventa confrontabile alla compliance arteriosa. Per esempio il sistema arterioso si riempie con un volume di sangue di 500 mL, la pressione cresce a 10 mmHg ma se viene riempito con 700 mL, la pressione sale sino a 100 mmHg, un valore dieci volte superiore. Se invece il sistema venoso si riempie con meno di 2.000 mL di sangue la pressione rimane a 0 mmHg, se si riempie di 3.000 mL la pressione non supera comunque i 20 mmHg. L'alta capacitanza delle vene permette di comprendere il motivo per cui le trasfusioni vengano effettuate in questo tipo di vasi e non nelle arterie. Le arterie polmonari hanno una capacitanza 6 volte maggiore rispetto a quella di arterie sistemiche di calibro confrontabile e sono sottoposte a pressioni 6 volte inferiori, mentre le vene polmonari in questo sono simili alle vene sistemiche. La capacitanza dell'aorta le permette di funzionare come un "secondo cuore" sfruttando la sua elasticità per gonfiarsi durante la sistole cardiaca e sgonfiarsi rilasciando gradualmente il sangue accumulato durante la diastole.
Inoltre, esiste un fenomeno detto capacitanza ritardata per cui, quando si verifica un aumento del volume di sangue in un vaso, questo dapprima risponde con un sostenuto aumento di pressione a causa della distensione delle pareti che però con il tempo (nell'ordine di decine di minuti) tende a diminuire fino a tornare a valori normali, a causa dell'adattamento per stiramento delle tonache muscolari del vaso; tale fenomeno viene chiamato stress-relaxation o rilasciamento da tensione. Il fenomeno vale anche al contrario, cioè se il volume di sangue diminuisce si assiste dapprima ad una diminuzione sostenuta della pressione sanguigna ma successivamente il vaso si adatta contraendosi e mantenendo un certo tono muscolare. 

### Regolazione
La capacitanza dei vasi varia in funzione alla stimolazione o all'inibizione dell'ortosimpatico. Quando l'ortosimpatico è particolarmente attivo in un certo distretto sanguigno i vasi vanno incontro a vasocostrizione (a causa della contrazione delle loro tonache muscolari lisce), con conseguente aumento di pressione e diminuzione del flusso, dunque la capacitanza si abbassa, quando è inibito gli effetti sono opposti. La vasocostrizione, specie se sistemica, determina un aumento del ritorno venoso e quindi della gittata cardiaca. 

## Significato clinico
La capacitanza permette anche di attenuare le pulsazioni della pressione sanguigna così da mantenere un flusso continuo (e non solo limitato alla sistole) in tutto il sistema circolatorio poiché la pressione differenziale, cioè la differenza tra la pressione sistolica e diastolica in un certo vaso sanguigno, è determinata con buona approssimazione dal rapporto tra la gittata sistolica e la capacitanza del vaso. Non è quindi sorprendente che i vasi delle persone anziane, meno distensibili, presentino una pressione differenziale più elevata e quindi una circolazione sanguigna più discontinua.